# Gamma Capricorni
Désignations
Gamma Capricorni (γ Cap / γ Capricorni) est une étoile de la constellation du Capricorne. Elle porte le nom de Nashira. Sa magnitude apparente moyenne est de 3,67. Elle est située à environ 157 années-lumière de la Terre.

## Nomenclature
γ Capricorni, latinisé en Gamma Capricorni, est la désignation de Bayer de l'étoile. Elle porte également la désignation de Flamsteed de 40 Capricorni.
Nashira est le nom propre aujourd’hui approuvé pour l'étoile par l’Union astronomique internationale (UAI). Ce nom vient de l’arabe  سعد ناشرة Saᶜd Nāšira, « la Propice de Nashira », nom qui s’applique, dans le ciel arabe traditionnel, au couple γδ Cap, qui fait partie de la série des dix السعود « les Propices », lesquelles  marquent l’époque des pluies revivifiantes pour la nature. Le nom peut être mis en rapport avec l’expression أرص ناشرة arḍ nāšira, qui se dit d’une « terre qui a bonne pâture » grâce à la pluie qui l’arrose. Par ailleurs,  ناشرة Nāšira est lui-même porté comme nom d’homme attesté dans les inscriptions antiques nord-arabiques et signifiant « celui qui revivifie, ressuscite », et est au départ un nom théophore. 
Les étoiles du couple γδ Cap étant individualisée dans les catalogues tardifs, nous avons أوّل سعد ناشرة Awwal Sacd Nāšira, soit « la Première de Saᶜd Nāšira pour γ Cap et تالي سعد ناشرة Tālī Sacd Nāšira, soit « la Suivante de Saᶜd Nāšira » pour δ Cap, dans le catalogue d’al-Tīzīnī ‘l-Muwaqqit (1533).  Thomas Hyde (1665) transcrit le second terme du nom Nâshira dans sa traduction du یجِ سلطانی Zīğ-i Sulṭānī ou « Tables sultaniennes » d’Uluġ Bēg (1437). Giuseppe Piazzi s’en saisit pour affecter le nom Nashira Prima à γ Cap et Nashira Posterior à δ Cap . Richard Hinckley Allen (1899) ne conserve Nashira que pour γ Cap et réserve Deneb Algedi à δ Cap (voir ci-dessous), suivi en cela par l'UAI.
Deneb algedi [Prima] est un autre nom Gamma Carpricorni / γ Cap. ]. C’est l’arabe ذنب الجدي Ḏanab al-Ğady, « la Queue du Chevreau » dans le cadre du ciel gréco-arabe, c’est-à-dire le ciel formaté par les Grecs dont ont hérité les astronomes arabes au IXe siècle. Alors qu’il figure sur l’astrolabe pour δ Cap, on le trouve transféré sur γ Cap dans les Tables alphonsines, ce que l’on retrouve dans l’Uranometria de Johann Bayer (1603), ce qui est noté par Richard Hinckley Allen (1899) pour qui le nom est plus approprié pour δ Cap (voir ci-dessus), ce en quoi il a été suivi par l’UAI.
Dans le ciel traditionnel arabe est المحبّان al-Muḥibbān, « les Deux amis ». Dans son édition du traité d'al-Qazwīnī (XIIIe s.), Christian Ludwig Ideler (1806) transcrit ce nom El-muḥibbain (cas objet / accusatif), transcription El-Schâ, reprise par Richard Allen (1899). Mais ce nom n'est pas passé dans les catalogues internationaux. 

## Propriétés
Le spectre de γ Capricorni a été interprété diversement, et elle a pu être classée soit comme une étoile de type A, soit comme une étoile de type F, géante ou naine. C'est une étoile chimiquement particulière à la fois Ap et Am. Elle est classée comme une possible étoile variable de type α2 Canum Venaticorum et sa luminosité varie de 0,03 magnitudes.
Gamma Capricorni étant proche de l'écliptique, peut être occultée par la Lune et (rarement) par les planètes.